# بیلی برد
بیلی بـِرد (انگلیسی: Billie Bird؛ ۲۸ فوریهٔ ۱۹۰۸ – ۲۷ نوامبر ۲۰۰۲) بازیگر و کمدین اهل ایالات متحده آمریکا بود. وی بین سال‌های ۱۹۲۱ تا ۱۹۹۷ میلادی فعالیت می‌کرد.
از فیلم‌ها یا برنامه‌های تلویزیونی که وی در آن نقش داشته‌است، می‌توان به دانشکده پلیس ۴، درک روشن، یک تابستان دیوانه، وظیفه هیئت منصفه و تنها در خانه اشاره کرد.